# 同胞 (新聞)
『同胞』（どうほう）はアメリカ合衆国で生まれ、日本で教育を受けた、所謂帰米二世である藤井周二が編集、発行したアメリカ共産党の日本語機関紙の後継紙である。ロサンゼルスで発行された。1938年からは英語欄も発行された。同紙は真珠湾攻撃以前から日本の軍事主義に反対の姿勢を示し、日本人・日系アメリカ人の労働運動を支援した。